# The Old Melody
The Old Melody è un cortometraggio muto del 1913 diretto da Harold M. Shaw.

## Produzione
Il film fu prodotto da Carl Laemmle per l'Independent Moving Pictures Co. of America (IMP).

## Distribuzione
Distribuito dall'Universal Film Manufacturing Company, il film uscì nelle sale cinematografiche statunitensi il 30 giugno 1913.